# System Center Virtual Machine Manager
System Center Virtual Machine Manager (SCVMM) ist Teil von Microsofts System Center-Reihe von Management- und Berichtstools für virtuelle Maschinen, neben bereits etablierten Tools wie System Center Operations Manager und System Center Configuration Manager. SCVMM ist für die Verwaltung einer großen Anzahl von virtuellen Servern auf der Basis von Microsoft Virtual Server und Hyper-V konzipiert und wurde im Oktober 2007 für Unternehmenskunden freigegeben. Hierbei wird SCVMM 2019  für maximal 1.000 physische Host-Computer, die bis zu 25.000 virtuelle Maschinen in bis zu 2.000 virtuellen Netzwerken beheimaten, empfohlen.
Eine eigenständige Version für kleine und mittlere Geschäftskunden ist verfügbar.

## Geschichte
Microsoft System Center 2016 Virtual Machine Manager (SCVMM) wurde im September 2016 veröffentlicht. Dieses Produkt ermöglicht die Bereitstellung und Verwaltung eines virtualisierten, softwaredefinierten Rechenzentrums mit einer Lösung für Netzwerk, Speicherung, Datenverarbeitung und Sicherheit.
Die derzeit aktuelle Version ist System Center 2019 Virtual Machine Manager, die im März 2019 veröffentlicht wurde. Sie bietet neue Funktionen in den Bereichen Integration, Datenverarbeitung, Netzwerk, Sicherheit und Speicherung.

## Funktionen
Zu den Funktionen des SCVMM 2019 zählen die Bereiche Datacenter, Virtualisierungs-Hosts, Netzwerk, Speicher und Bibliotheksressourcen. Bei den Datacenter-Funktionen handelt es sich um eine Managementoberfläche für Virtualisierungsserver, Netzwerkkomponenten und Speicherressourcen.
Eine VMM-Bibliothek ist  eine Dateifreigabe, die einen Ressourcen-Katalog enthält, der zur Bereitstellung virtueller Computer und Dienste zum Einsatz kommt. Hier werden dateibasierte Ressourcen wie virtuelle Festplatten, Treiber, Anwendungspakete und nicht-dateibasierte Ressourcen wie Vorlagen unterschieden.
Der SCVMM verwaltet darüber hinaus auch den lokalen und entfernten Speicher dabei unterstützt dieser ausschließlich Blockspeicher auf Basis von Fibre Channel, iSCSI und Serial Attached SCSI (SAS) oder Storage Area Networks (SAN).
Im Bereich Netzwerk ermöglicht der VMM das Hinzufügen von Netzwerkressourcen zur SCVMM-Fabric, mit Netzwerkstandorten, die Administratoren durch IP-Subnetze, virtuelle LANs (VLAN), logische Switches, statische IP-Adressen und MAC-Pools definieren. SCVMM bietet ferner eine Netzwerkvirtualisierung, einschließlich der Unterstützung für das Erstellen und Verwalten von virtuellen Netzwerken und Netzwerkgateways. Durch die Netzwerkvirtualisierung können via SCVMM beispielsweise mehrere Mandanten, isoliert mit eigenen Netzwerken und IP-Adressbereichen für erhöhten Datenschutz und Sicherheit, bereitstellen. Über virtuelle Gateways können virtuelle Maschinen in virtuellen Netzwerken Verbindungen zu den physischen Netzwerken an demselben Standort oder an anderen Orten herstellen.
Der SCVMM 2019 verfügt des Weiteren über die Fähigkeit, auch VMware ESX/ESXi 5.1 bis 6.5 Server in einer VMM-Fabric zu verwalten. Die Migration von VMware-Maschinen zu Hyper-V-VMs wird unterstützt, es sei denn, die in VMware konfigurierte Maschine basiert intern auf einem virtualisierten EIDE-Bus.

## Systemvoraussetzungen
- Prozessor: Mindestens ein Pentium 4 mit 8 Kernen, 2 GHz (x64)
- RAM: Mindestens 4 GB
- Festplatte: Mindestens 4 GB
- Software:  Windows 10 Enterprise (Konsole), Windows Server 2016 Standard